# さくらさくら
「さくらさくら」または「さくら」は、伝統的な日本の歌曲。
日本古謡と表記される場合が多いが、実際は幕末、江戸で子供用の箏の手ほどき曲として作られたもの。作者は不明。
江戸時代の筝曲のひとつ「さいた桜」に、「さいた桜 / 花見て戻る」という歌詞がついていた。その曲はそのままで、歌詞を改作して明治の始め1888年（明治21年）発行の音楽取調掛の「箏曲集」に記載された。以降、歌として一般に広まり、子どもの遊びにも転用され伝播していった。13小節目以降の違いで3通りのメロディがある。
2006年（平成18年）に文化庁と日本PTA全国協議会が「日本の歌百選」に選定した。
日本の代表的な歌として国際的な場面で歌われることも多い。「荒城の月」と並んで欧米人によく知られている。

## 歌詞
歌詞は二通りある。元の歌詞は「さくらさくら / 弥生の空は」で始まる。
もう1つは1941年（昭和16年）に改められたもので、同年文部省発行の「うたのほん 下」に掲載された。こちらは「さくらさくら / 野山も里も」で始まる。改変の理由は、児童に歌わせるには歌詞が難しいから、とされている。第二次大戦後の検定教科書には、こちらが掲載されている。こちらを1番、前述の元の歌詞を2番と扱っているものもある。

## 使用例
海外向け国際放送のNHKワールド・ラジオ日本でも日本語周波数案内（流れるのは日本時間で12時前、13時前、19時前、21時前。ラジオ第1同時放送の途中飛び乗り案内も含む）や日本語・英語を除く各言語の地域別放送でもBGMとして流れている。
JR山手線駒込駅とJR中央線快速武蔵小金井駅では発車メロディとしてこの曲が流れる。
近鉄特急では吉野駅到着時の車内チャイムとして流れる。
東京空港交通エアポートリムジンバスの車内放送開始時のBGM（成田空港発のみ）として流れる。
愛工大名電高校の野球部の応援で使用されている。

### ゲーム
- 『熱血高校ドッジボール部』（ファミリーコンピュータ、テクノスジャパン）第1面、花園高校対戦のテーマ。北米版では対日本戦。
- 『マイクタイソン・パンチアウト!!』（ファミリーコンピュータ、任天堂）、ピストン本田のテーマ。
- 『原神』（miHoYo）、雷電将軍の戦闘BGM。編曲されている。
- 『電車でGO!特別編 復活昭和の山手線』では、山手線駒込駅の発車メロディとして同曲が登場する。著作権の問題から、実際に駅で流れるアレンジとは少々異なる。
- 『車掌sim私鉄編2』ではゲーム内に登場する外神田駅の発車メロディとして同曲が登場する。スイッチを押して鳴らす仕様となっている。アレンジは「hasy」が担当している。
- 『メガミの笑壺』（アーテイン）ビジュアル系漫才のネタとして使用。

## 編曲
後世様々な編曲がなされているが、宮城道雄の「さくら変奏曲」が特に有名。大澤寿人もソプラノと管弦楽のための歌曲「桜に寄す」と、ピアノと管弦楽のための「さくら幻想曲」を作曲している。珍しい編曲としては、日本のエレキインストバンド井上宗孝とシャープファイブがエレキギターで箏のような音（いわゆる琴奏法）を出すなど和風アレンジで演奏している。彼らは「さくら変奏曲」も同様に演奏している。
- 開花から満開へ、そして散りゆく桜に寄せる変奏曲 - 大宝博の編曲。『おもしろ変奏曲にアレンジ! 〜童謡唱歌〜』（ヤマハミュージックメディア）に掲載。
- 桜花吹雪、舞い踊る変奏曲 - 大宝博の編曲。『おもしろ変奏曲にアレンジ! 〜日本のうた〜』（ヤマハミュージックメディア）に掲載。
- 1976年6月21日、郷ひろみがアメリカ ロサンゼルス スコテッシュ・ライト・オーディトリアムにて、コンサート開催、ロック調にアレンジした「さくらさくら」を披露した。

## 関連曲
- ルドルフ・ディットリヒ作曲 「ニッポン・ガクフ」
- ジャコモ・プッチーニ作曲 「蝶々夫人」
- 宮城道雄作曲 「さくら変奏曲」
- ドミトリー・カバレフスキー作曲 「日本民謡による変奏曲」作品87の3
- 平井康三郎作曲 「幻想曲さくらさくら」
- 貴志康一作曲 「大管弦楽のための「日本組曲」」より「花見」
- チマッティー神父作曲 讃美歌「AVE MARIA（Sul Tema “Sakura”）」「天使祝詞〜独唱用「さくら」主題に依る」
- ZUN作曲 「さくらさくら 〜 Japanize Dream…」
- 花岡伸明作詩 讃美歌「Praise the Lord」
- 横尾幸弘作曲 「桜の主題による変奏曲」
- 研ナオコ「弥生」（作詞:阿木燿子 / 作曲:宇崎竜童）※曲中に引用
- 坂本冬美「夜桜お七」（作詞:林あまり / 作曲:三木たかし）※曲中に引用
- 女子十二楽坊「茉莉花（ジャスミン）」アルバム『敦煌 〜Romantic Energy〜』に収録 ※曲中に引用
- 日本（高橋広樹）「日の出ずる国 ジパング」※曲中に引用
- BABYMETAL「メギツネ」※曲中に引用
- あさき「ツミナガラ…と彼女は謂ふ」アーケードゲーム『GUITARFREAKS 8th mix & drummania 7th mix』に収録 ※曲中に引用
- 藤井凡大作曲 「箏独奏による主題と六つの変奏さくら」
- アルフレッド・リード作曲「第五交響曲“さくら”」（吹奏楽）
- レッド・ツェッペリン「ノー・クォーター」※曲中に引用
- ボン・ジョヴィ「Tokyo Road」※曲中に引用
- i☆Ris 「あっぱれ!馬鹿騒ぎ」※曲中に引用